# Joan Pellisa Pujades
Joan Xavier Pellisa Pujades (la Fatarella, 26 de maig de 1979) és un guitarrer i estudiós de la guitarra i altres instruments històrics.
Constructor i restaurador d'instruments de corda, sobretot guitarres. Ha estat deixeble de José Luis Romanillos, Jaume Bosser i Raúl Yagüe, tots ells destacats referents en el món de la construcció de guitarres i instruments de corda polsada. Durant molts anys ha treballat al Museu de la Música de Barcelona, documentant i catalogant els fons instrumentals i sonors del Museu. També ha restaurat moltes guitarres històriques, instruments del segle xvi fins al XIX. A més de guitarres -renaixentistes, barroques o clàssiques-, construeix altres instruments, com la bandúrria barroca, el guitarró actual o les castanyoles.
La seva vessant divulgativa l'ha portat a impartir conferències al Museu de la Música i altres espais, a més de col·laborar en programes radiofònics i televisius. El 2017 va realitzar una secció radiofònica, a Catalunya Música, sobre Antonio de Torres, el gran guitarrer del segle xix del que n'és un dels màxims experts.

## Obra
- Guitarres i guitarrers d'escola catalana. Dels gremis al modernisme (Amalgama Edicions, 2011)
- “Els instruments musicals i els seus constructors. La corda”. Dins Dansa i música. Barcelona 1700, Col·lecció La ciutat del Born (Museu d'Historia de Barcelona, 2009). Amb Albert García Espuche, Josep Dolcet, Carles Mas i Pep Borràs
- El llibre de l'organista Jayme Adrobau. Breda (1866-1844) (Dinsic, 2011). Amb Josep Crivillé, Ramon Vilar i Xavier Orriols.
- “The Guilds of Barcelona and the luthiers of the Eighteenth Century”. Dins de The Golden age of Violin Making in Spain (Tritó Edicions, 2014). Amb Jorge Pozas, Jan Roehrmann, John Dilworth, Christophe Landon, Peter Ratcliff, Brigitte Brandmair, Cristina Bordas i Elsa Fonseca